# Pselliophora biaurantia
Pselliophora biaurantia är en tvåvingeart som beskrevs av Alexander 1938. Pselliophora biaurantia ingår i släktet Pselliophora och familjen storharkrankar. Inga underarter finns listade i Catalogue of Life.